# 考德威爾 (堪薩斯州)
考德威爾（英語：Caldwell）是一個位於美國堪薩斯州索姆奈縣的城市。

## 地方資料
根據2020年美國人口普查的數據，考德威爾的面積為2.77平方千米，當中陸地面積為2.77平方千米，而水域面積為0.00平方千米。當地共有人口1025人，而人口密度為每平方千米370.04人。